# Énée de Paris
Énée fut évêque de Paris de 857 à sa mort le 27 décembre 870.

## Carrière
Il succéda à l'évêque Erchanrade II, et cette succession est notamment documentée par un échange de lettres entre le clergé parisien et le métropolitain de la province, l'archevêque Wenilon de Sens (lettres figurant dans la Correspondance de l'abbé Loup de Ferrières : n° 98, par laquelle le clergé de Paris annonce à Wenilon la mort d'Erchanrad et l'élection d'Énée, recommandé par le roi Charles le Chauve ; n° 99, par laquelle Wenilon et ses six autres suffragants répondent en déplorant la mort de leur collègue Erchanrad et en approuvant le choix d'Énée).
Énée était notaire au palais de Charles le Chauve (attesté comme tel du 23 janvier 843 au 28 février 856). L'évêque Prudence de Troyes ne put, pour cause de maladie, se rendre au concile provincial devant statuer sur son élection, et il envoya un prêtre de son clergé nommé Arnold, porteur d'une Epistola tractoria ad Wenilonem où il déclarait accepter le choix pour autant qu'Énée souscrive à quatre articles de foi (qui exprimaient la doctrine de la « double prédestination » soutenue aussi par Gottschalk d'Orbais et considérée comme hérétique par l'archevêque Hincmar de Reims). Il semble qu'Énée ait accepté ces articles, puisque Prudence n'objecta pas plus à son élection.
Son accession à la tête de l'Église de Paris intervenait dans des circonstances dramatiques : le 28 décembre 856, les Normands, installés alors sur l'île fluviale d'Oscellus (entre Jeufosse et Bonnières) attaquèrent la ville et la livrèrent aux flammes. Au cours de l'année 857 ils revinrent et détruisirent notamment la basilique Sainte-Geneviève ; la cathédrale appelée alors Saint-Étienne et les abbayes de Saint-Denis et de Saint-Germain-des-Prés ne furent épargnées qu'au prix du versement aux barbares de sommes considérables.
Par un diplôme du 22 avril 867, donné à Compiègne, le roi Charles le Chauve restitue à l'évêque Énée et à ses successeurs l'île Notre-Dame, alors non bâtie.
L'été 867, Photius, patriarche de Constantinople, tint un synode qui déclara la papauté et l'Église latine hérétiques sur plusieurs points. Le pape Nicolas Ier envoya copie de ces anathèmes aux Églises de Gaule avec la charge de les réfuter. L'évêque Énée fut désigné pour synthétiser la réponse de la province ecclésiastique de Sens (comme l'évêque Eudes de Beauvais celle de la province ecclésiastique de Reims). Le traité d'Énée est conservé (Liber adversus Græcos), celui d'Eudes est perdu (à moins que ce ne soit le même que celui de Ratramne de Corbie). Le texte d'Énée (qui porte sur la procession du Saint-Esprit, le mariage du clergé, le jeûne, la consignatio infantium, la tonsure cléricale, la primauté romaine, et l'élévation de diacres sur le siège de Rome), est surtout constitué de citations de Pères tant grecs que latins ; la conclusion générale est que les griefs de Photius relèvent plus du domaine séculier que du domaine spirituel.
On conserve d'autre part un échange de lettres entre Hincmar de Reims et Énée (lettre d'Hincmar et réponse d'Énée), et une lettre de Loup de Ferrières à Énée (n° 119 du recueil).

## Édition
- Patrologia Latina, vol. CXXI, col. 683-762.